# Buenache de la Sierra
Buenache de la Sierra é um município da Espanha, na província de Cuenca, comunidade autônoma de Castela-Mancha. Tem 57,48 km² de área e em 2021 tinha 105 habitantes (densidade: 1,8 hab./km²). Limita com os municípios de Cuenca e Palomera.